# Basilius Binder
Basilius Binder OSB (* 26. März 1910 in Greding; † 26. Juni 1947 in Salzburg), Taufname Albert, war Benediktiner im bayerischen Kloster Metten und Professor für Moraltheologie an der Theologischen Fakultät in Salzburg.

## Biographie
Albert Binder begann nach dem Abitur in Landshut 1930 das Studium am Klerikalseminar in Freising. 1932 trat er in die Benediktinerabtei St. Bonifaz in München ein und erhielt den Ordensnamen Basilius. Im Anschluss an das Noviziat setzte Basilius Binder ab 1933 das Studium der Theologie an der Universität München fort. Nach Abschluss des Studiums trat er in die Benediktinerabtei Metten über. Hier wirkte er zunächst als Präfekt im Klosterseminar. 1938 nahm er ein Studium der Klassischen Philologie an der Universität München auf.
Im gleichen Jahr wurde Basilius Binder an der Theologischen Fakultät der Albert-Ludwigs-Universität Freiburg im Breisgau zum Doktor der Theologie promoviert (zusammen mit Hermann Hoberg und Bernhard Welte). Seine Dissertation über die Geschichte des Ehesegens gilt bis heute als Standardwerk zur Entwicklung des kirchlichen Trauritus. Das Erstgutachten zur Dissertation stammt von Linus Bopp, Professor für Pädagogik und Pastoraltheologie an der Freiburger Fakultät.
Als 1939 das Studienkolleg der Benediktiner in Salzburg durch die nationalsozialistischen Machthaber geschlossen wurde und die Benediktiner als Ersatz ein Studienkolleg im Stift Seitenstetten eröffneten, wurde Basilius Binder dorthin als Professor für Apologetik (Fundamentaltheologie) und Liturgiewissenschaft entsandt. 1943 übernahm er die Stelle eines Pfarrverwesers in der Pfarrei Weistrach im Bistum Sankt Pölten. Als nach dem Zweiten Weltkrieg in Salzburg die Theologische Fakultät wieder eröffnet wurde, erhielt Basilius Binder hier die Professur für Moraltheologie. Er starb jedoch bereits im folgenden Jahr im Alter von 37 Jahren.

## Werke (Auswahl)
- Geschichte des feierlichen Ehesegens von der Entstehung der Ritualien bis zur Gegenwart, mit Berücksichtigung damit zusammenhängender Riten, Sitten und Bräuche. Eine liturgiegeschichtliche Untersuchung, Metten 1938, OCLC 311915039.